# La Reconstitution (film, 1968)
Pour les articles homonymes, voir La Reconstitution (homonymie).
Pour plus de détails, voir Fiche technique et Distribution.
La Reconstitution (Reconstituirea) est un film roumain réalisé par Lucian Pintilie et sorti en 1968. Son scénario a été écrit par Horia Pătrașcu (ro), sur la base d’une nouvelle homonyme de celui-ci, en collaboration avec le réalisateur.
Le film suit deux jeunes garçons qui reconstituent, à la demande des autorités (police, parquet), une banale bagarre, pour le tournage d’un petit film éducatif censé combattre l’ivrognerie et la violence parmi les jeunes. Toute sorte de petits incidents surviennent pendant le tournage et, finalement, la reconstitution d’une rixe qui n’avait pas été bien grave, aboutit à la mort d’un des deux jeunes gens.
À cause de son caractère de critique sociale dure, le film a été interdit quelques mois seulement après sa première. Il n’a été rediffusé en Roumanie qu’en 1990.

## Synopsis
L’action du film se déroule en un seul lieu, près d’une petite ville, dans un cadre naturel, au bord d’une rivière qui coule entre deux montagnes, où est aménagé un endroit ouvert au public pour la baignade. Il comporte également une buvette avec terrasse. Dans la rivière il y a une seule baigneuse, jeune et gaie, et sur la terrasse se tiennent le buvetier et un sous-officier de police. À proximité est assise une vieille paysanne, un petit troupeau d’oies autour d’elle. Le haut-parleur de la buvette diffuse une chanson du groupe Phoenix.
Une voiture tout-terrain relativement grande arrive, amenant, comme il ressort de la suite du film, un procureur, un apparatchik (le secrétaire du comité local du Parti communiste roumain), un policier, un cadreur, deux jeunes hommes et un professeur, directeur des cours du soir du lycée de la localité. Pendant que le cinéaste prépare son matériel, le procureur dit à l’apparatchik pourquoi ils sont venus : les deux jeunes, bien qu’amis, se sont enivrés, sur la terrasse de la buvette, en fêtant leur réussite au baccalauréat à la fin de leurs études aux cours du soir. Puis ils se sont bagarrés, ont frappé le buvetier à la tête et ont détruit un kiosque. Pour cela, ils sont passibles d’une condamnation à trois ans de prison pour hooliganisme, destruction de biens publics et tentative de meurtre. Selon le procureur, il s’agit d’une bagatelle, mais il faut faire un film sur les effets néfastes de l’alcool, et ensuite il laissera les garçons libres. Il confie qu’il a divorcé de sa femme et demande à l’apparatchik de lui prêter de l’argent. Parlant du professeur qui est assis seul un peu plus loin et a l’air malheureux, il dit qu’il est ainsi parce que sa fille de 19 ans s’est suicidée, et sa femme la trompe avec lui-même, le procureur.
Dans la vallée il y a une voie ferrée sur laquelle des trains passent de temps en temps, et on entend parfois les clameurs d’une foule lors à un match de football qui a lieu dans un stade invisible.
Pendant que le procureur est assis sur la rive opposée avec l’apparatchik qui pêche à la ligne, le sous-officier explique aux jeunes qu’ils doivent jouer fidèlement leurs méfaits, et alors le procureur sera sûrement indulgent avec eux. Il leur demande qu’en guise de répétitions ils chantent comme ils l’ont fait quand ils étaient ivres. Les garçons ne prennent pas ses ordres au sérieux. Alors le policier fait faire des exercices militaires à l’un d'eux, Ripu, puis l’autre aussi, Vuică, participe volontairement à l’exercice, qu’il exécute comme un jeu. Le professeur proteste à haute voix contre ce procédé et la fille présente, que les autres appellent « mademoiselle », s’amuse en regardant la scène. Le policier stoppe brutalement ses ordres et offre des cigarettes aux jeunes, puis il cherche à les convaincre de faire ce que le procureur leur demande.
Le buvetier et Ripu doivent se tenir accrochés l’un à l’autre comme s’ils se battaient, pour jouer la première scène du film. En regardant cela, le professeur cherche à convaincre le procureur de l’absurdité de ce tournage. Pendant que le cadreur change la pellicule dans sa caméra, Ripu, toujours dans la même position avec le buvetier, se met à pleurer et demande pardon à celui-ci, qui à son tour lui demande pardon. Le tournage de la scène est réussi. Pendant ce temps, quelques Roms s’arrêtent devant la terrasse. Ils ont des paniers pleins de framboises. Les officiels en achètent et font une pause. Tous mangent des framboises, saufs les deux garçons. Finalement, on leur en donne à eux aussi, puis le procureur leur rend leurs cartes d’identité, en disant qu’ils sont libres, mais le film doit être tourné.
Le téléviseur de la buvette transmet le match de football du stade. On y voit qu’un joueur est accidenté et emmené par une ambulance. Celle-ci passe à grande vitesse sur la route de la vallée, où se trouvent les oies. La vieille femme est désespérée car deux de ses oies ont été écrasées par l’ambulance et les autres se sont éparpillées dans la forêt, sur le flanc de la montagne. Le procureur envoie le policier chercher les oies. Le cadreur et les garçons y vont avec lui. À un moment, Vuică disparaît. Le policier reprend la carte d’identité de Ripu, en l’obligeant à ramener Vuică. En le cherchant, Ripu tombe sur la « demoiselle » et l’aborde sans succès. Il ne trouve pas Vuică et retourne à la buvette où Vuică arrive ensuite de sa propre volonté. Avec lui, il ramène les oies. Entre-temps, le professeur s’est enivré à la buvette.
Il faut continuer le tournage. Ripu n’en a pas du tout envie mais Vuică prend la chose avec humour. Le cadreur indique à Ripu comment frapper Vuică. Après quelques refus, il le fait. Vuică simule une chute et, se trouvant sous une douche, il en tire la poignée, arrosant son ami. Ripu se met en colère et il manque de le frapper pour de vrai mais on les sépare.
Le professeur ivre proteste à nouveau contre le caractère abusif de ce qui se passe et tend ses mains vers le procureur, comme en lui demandant qu’on lui mette des menottes. Ensuite il se trouve mal et on le met dans la voiture.
Le tournage continue par la scène où les garçons démolissent un kiosque en se bagarrant. Il reste une seule scène à tourner. On fait répéter plusieurs fois Ripu frappant Vuică, qui roule sur une rive boueuse en pente près d’un pont. Lors des premières répétitions, Ripu ne fait que simuler les coups mais finalement il le frappe pour de bon, et la bouche de Vuică se met à saigner. Il demande à Ripu pourquoi il l’a frappé. La scène aurait été très bonne pour le film mais le cadreur ne l’a pas filmée, parce que juste à ce moment-là il chargeait la caméra. C’est donc lui que Ripu frappe cette fois.
Le match étant fini, la foule des supporters passe par le lieu du tournage et s’arrête pour regarder.
On prépare à nouveau le tournage de la scène mais cette fois, Ripu ne veut plus frapper. Il veut remettre sa carte d’identité à l’apparatchik, qui ne la prend pas. Vuică provoque volontairement Ripu et celui-ci le frappe finalement. La reconstitution est terminée. Le procureur va vers la voiture et il offre à Ripu de ramener les deux amis à la ville mais celui-ci refuse.
Entre-temps, la voiture a roulé jusqu’à la rivière et s’y est embourbée, les roues avant dans l’eau, parce qu’elle n’avait pas le frein de secours tiré. Elle est difficilement poussée sur la route par des supporters, avec, dedans, le professeur et le procureur qui vient de monter. La voiture passe parmi la foule des supporters qui saluent le procureur, et il leur répond par des signes de la main.
Pendant un moment, Vuică reste assis par terre en se tâtant la tête, puis il se lève et part en titubant. Les supporters qui le croisent le croient ivre. Finalement, il s’écroule. Ripu, qui l’a rejoint, lui demande pardon en pleurant mais Vuică plaisante encore, en lui disant de ne pas être désolé, parce qu’il en a assez de tout et qu’il s’en va. Du sang lui coule d’une oreille et il meurt. Un supporter fait des reproches à Ripu, qui le frappe. Un autre supporter, fils du premier, veut rendre ses coups à Ripu, jusqu’à ce que les autres les séparent. Le film finit par le visage attristé et dégoûté de Ripu en gros plan.

## Fiche technique
- Titre original : Reconstituirea
- Titre français : La Reconstitution
- Réalisation : Lucian Pintilie
- Scénario : Horia Pătrașcu (ro) et Lucian Pintilie, d’après la nouvelle homonyme de Horia Pătrașcu
- Décors : Aureliu Ionescu
- Costumes : Florina Tomescu (ro)
- Photographie : Sergiu Huzum
- Son : Andrei Papp (ro)
- Montage : Eugenia Naghi
- Production : Mihai Opriș (ro)
- Société de production : Studios cinématographiques de Buftea
- Société de distribution : Direction du réseau cinématographique et de diffusion des films
- Budget : 3 326 454 lei (frais de production)[5]
- Pays de production :  Roumanie
- Langue originale : roumain
- Format : noir et blanc — 35 mm — Monophonique
- Genre : drame
- Durée : 100 minutes
- Dates de sortie :
  - Roumanie : 1968 (Bucarest)
  - France : 1970 (Festival de Cannes, Quinzaine des réalisateurs)

## Distribution
- George Mihăiță (en) : Vuică
- Vladimir Găitan (en) : Ripu
- George Constantin (en) : le procureur
- Emil Botta (en) : Paveliu, le professeur
- Ernest Maftei (en) : Dumitrescu, le sous-officier de police
- Ștefan Moisescu : Drăgan, le secrétaire du comité du parti
- Nicky Wolcz : Vlad, le cadreur
- Ileana Popovici (ro) : la demoiselle
- Ion Rădulescu : Toma, le buvetier
- Niță Anastase : le policier chauffeur

## Production et diffusion
Horia Pătrașcu, le scénariste du film, a participé en 1960 à un tournage du genre de celui du film, aux environs de la ville de Caransebeș, au bord de la rivière Timiș, après que 10 à 15 ouvriers ont fêté leur succès au baccalauréat obtenu après la fin de leurs études au cours du soir, et se sont bagarrés. Il s’est inspiré de cet événement pour écrire et publier une nouvelle. Celle-ci a plu a Lucian Pintilie, qui a prié Pătrașcu de l’adapter avec lui pour le cinéma.
Le tournage a eu lieu en été 1968, près de Sinaia, les jours où les troupes du Pacte de Varsovie ont pénétré en Tchécoslovaquie pour réprimer le Printemps de Prague. Vladimir Găitan (Ripu) et George Mihăiță (Vuică) étaient à l’époque étudiants à l’Institut d’art théâtral et cinématographique, ce film étant le premier de leur carrière. Ileana Popovici (la demoiselle) avait apparu jusqu’alors à la télévision en tant que chanteuse de musique populaire. Elle aussi débutait dans le cinéma. Deux acteurs non professionnels ont également joué : le chauffeur de l’équipe des cinéastes (le policier chauffeur) et le directeur de production du film (le buvetier).
Bien que 1968 fût en plein milieu de la période la plus libérale du régime communiste, la vie du film après sa réalisation a été pleine de difficultés. Les discussions autour de sa diffusion ont duré pendant une année. Les organismes habilités l’ont visionné plusieurs fois, ont demandé de couper l’une ou l’autre de ses parties, mais Pintilie n’a pas cédé. Il semblait que le film ne sortirait pas mais, à la surprise de ses réalisateurs, on a tout de même annoncé sa première à Bucarest, sans affiche, seulement par une simple feuille de papier exposée à un cinéma. Il a passé à ce seul cinéma pendant deux mois, avec des foules pour le voir, puis dans quelques grandes villes de province, un seul jour dans chacune, après quoi on a arrêté sa diffusion. Malgré cela, le film est arrivé à Cannes, puis, en 1971-1972, il a été présenté en Hongrie, en Pologne, en Finlande et en Allemagne de l’Ouest.
En Roumanie, le film a été de nouveau présenté vingt ans après, en 1990, y compris à la télévision. Dans d’autres pays, on a pu le revoir à certains festivals, dans le cadre de rétrospectives, par exemple à la Berlinale 2002, au Festival international du film de Palm Springs (2008), au Festival Transatlantyk (en) de Łódź (2018) ou au festival Europalia (2019).

## Analyse et accueil critique
Après sa première, la presse culturelle roumaine a en général bien accueilli le film. 33 écrivains l’ont qualifié meilleur film de l’année 1969. D’ailleurs, Zaharia Stancu, le président d’alors de l’Union des écrivains de Roumanie, a eu un rôle décisif dans la sortie du film.
Un exemple de critique chaleureuse de 1970 est celui de Petre Rado de România literară. Selon lui, le film est une tragi-comédie bouleversante ayant pour cause l’horrible inconscience et irresponsabilité des représentants des autorités, leur interprétation du caractère éducatif comme violation de la réalité. Ils essayent avec obstination de recréer l’authentique, l’irrépétable, l’irréversible, même le fortuit (le procureur même dit que les faits originaires sont une bagatelle mais il faut réaliser un film éducatif). L’élévation en apparence innocente du fortuit au niveau du caractéristique fait du film une tragi-comédie grotesque. C’est d’autant plus tragique, que les personnages ne sont pas inhumains mais des gens ordinaires capables aussi de douceur, de compréhension, même de compassion. Leur culpabilité ne découle pas d’une intention réfléchie mais de l’inconscience. Ils jouent une pièce écrite par d’autres, qu’ils interprètent sereinement, en pêchant à la ligne, en mangeant des framboises, en courant après des oies en même temps. Le seul personnage conscient est le professeur, lui seul sent et exprime la vérité sur ce qui se passe, mais c’est un homme fini et impuissant. Le critique voit la valeur artistique du film, entre autres, dans la façon dont il crée une atmosphère où la nature, les objets, les bruits provoquent une inquiétude continue. Le spectateur se doute d’une fin tragique mais son soupçon ne découle pas des dialogues ni des personnages, mais de la manière dont la caméra balaye lentement, impassiblement en apparence, l’espace physique, les objets et les personnages. Les trois unités (d’action, de jour et de lieu), ainsi que la structure de la tragédie classique conviennent parfaitement à ce film.
En opposition avec la presse culturelle, les journaux du parti communiste ont durement critiqué le film, en affirmant qu’il ne répond pas « aux tendances fondamentales du développement de notre société » ou qu’il s’écarte des « normes sociales et morales de la société socialiste ».
La presse française de 1971 a en général bien accueilli le film. Par exemple, de l’avis de Michel Duran (Le Canard enchaîné), « … Malgré tout ce désordre apparent, cette nonchalance et cette monotonie, il fait un drame déchirant et présente un tableau assez pessimiste de la vie dans le paradis socialiste… ». Dans Témoignage chrétien, Gaston Haustrate affirmait : « Ce pamphlet courageux, nonchalant en apparence, a des griffes d’autant plus blessantes qu’elle ne sont guère visibles. Pintilie gronde bien et sa lucidité est douloureuse. On ne peut pas ne pas le craindre. ».
En 1990 et ultérieurement, les analyses et les critiques roumaines du film correspondent avec celles positives des années 1970, tout en réfléchissant l’attitude de leurs auteurs par rapport au régime communiste déchu. Par exemple Dan Stoica de Noul Cinema écrit : « Si jamais le communisme essaye, chez nous, de prétendre pour soi une quelconque positivité historique, il prendra sans doute pour étalon l’année 1968, le moment de sa libéralisation maximale du point de vue politique et social. Il suffit cependant de voir ce film représentant justement ce moment-là pour nous convaincre du dérisoire d’une telle ambition. »
Dans d’autres pays aussi des critiques de cinéma ont abordé ce film après 1990. Par exemple Konstanty Kuzma constate dans East European Film Bulletin que « les camarades ne se préoccupent pas de trouver l’esthétique de la représentation adéquate de la réalité. Dans la rhétorique du régime, être réaliste ne signifie pas être fidèle aux circonstances de l’événement originaire. Fidélité signifie simplement être fidèle aux idéaux du régime. »

## Distinctions
Le film a été présenté à la Quinzaine des réalisateurs, en sélection parallèle du Festival de Cannes 1970.
En 2008, 40 critiques roumains de cinéma l’ont élu en première place parmi les dix meilleurs films roumains de tous les temps.